# Ксар-Хелляль
Ксар-Хелляль (араб. قصر هلال) — місто в Тунісі. Входить до складу вілаєту Монастір. Станом на 2004 рік населення міста становило 39 991 особа.

## Відомі люди
- Каїс Годбан — туніський футболіст.

## Галерея

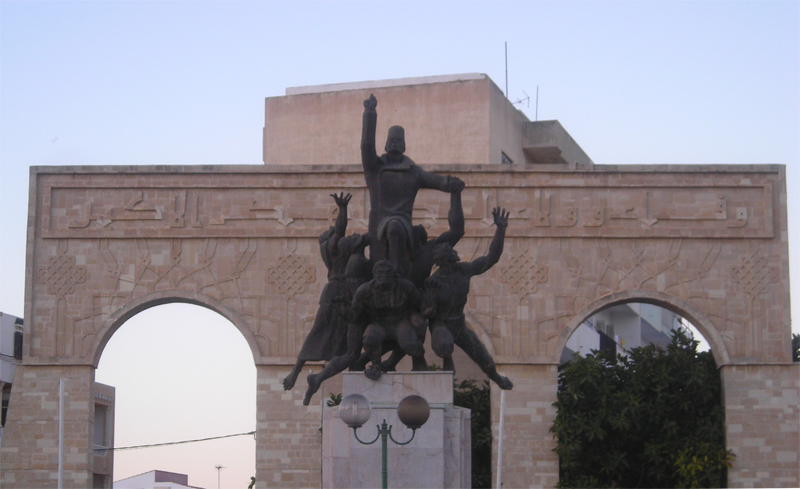
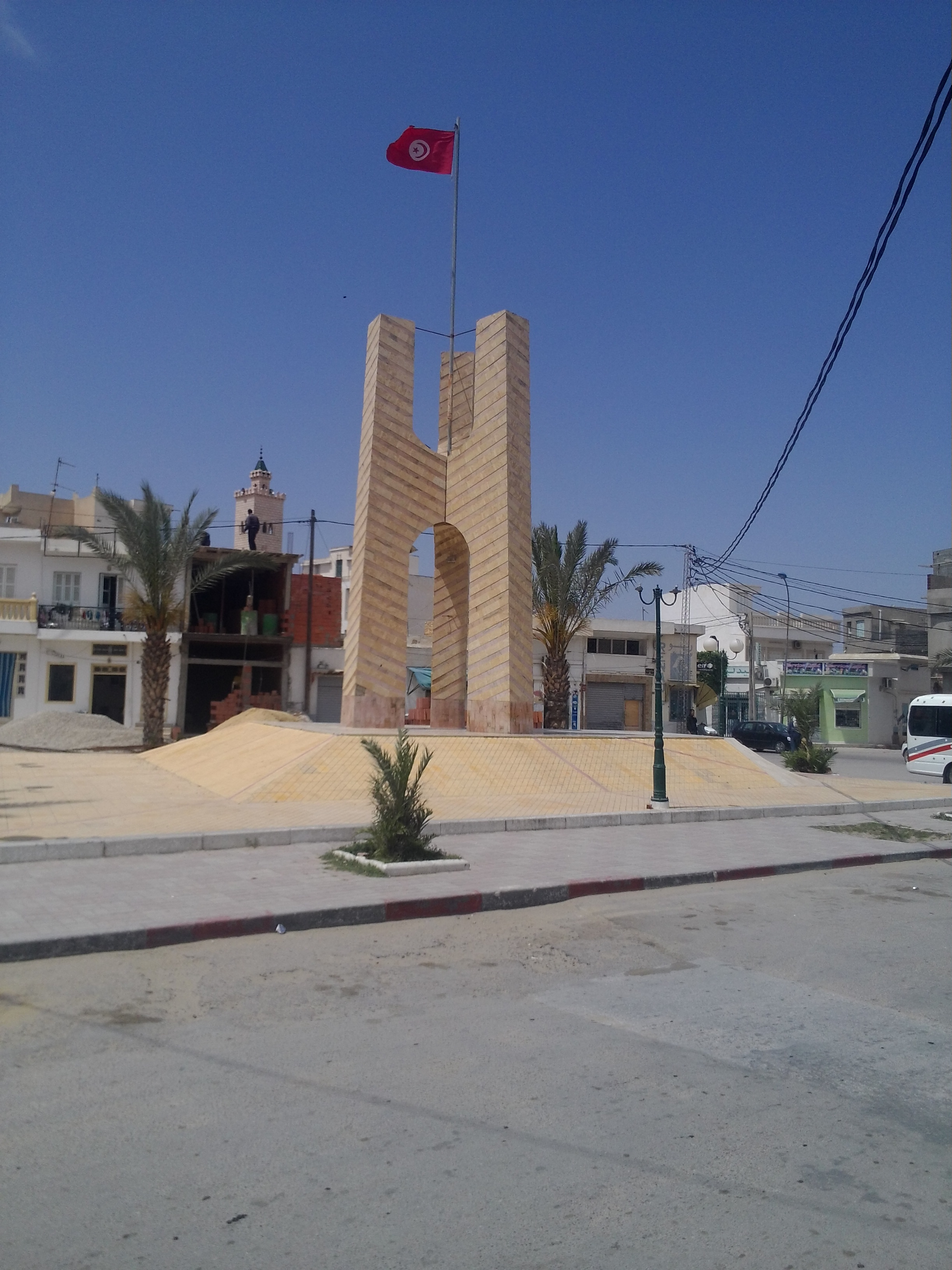
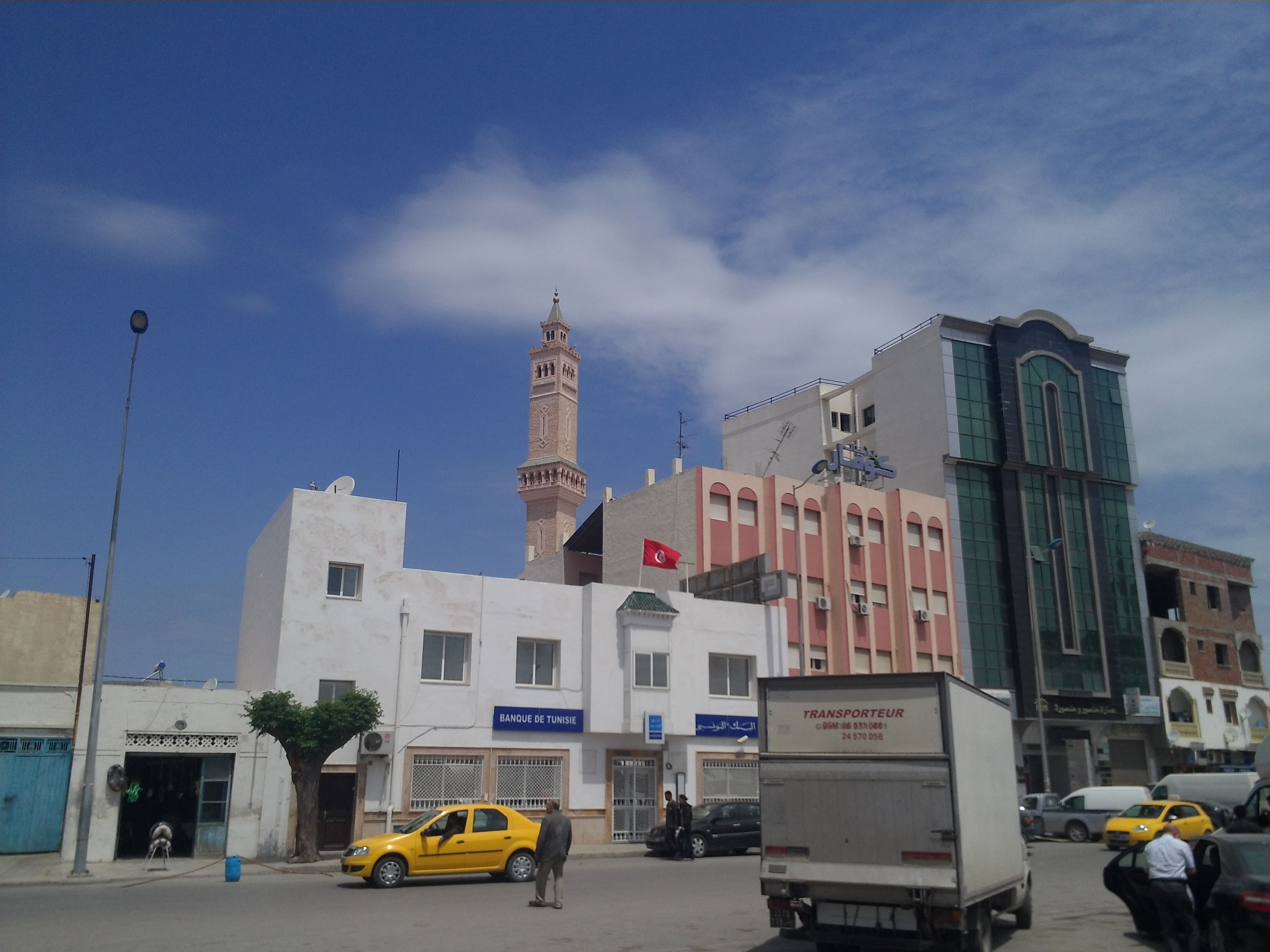
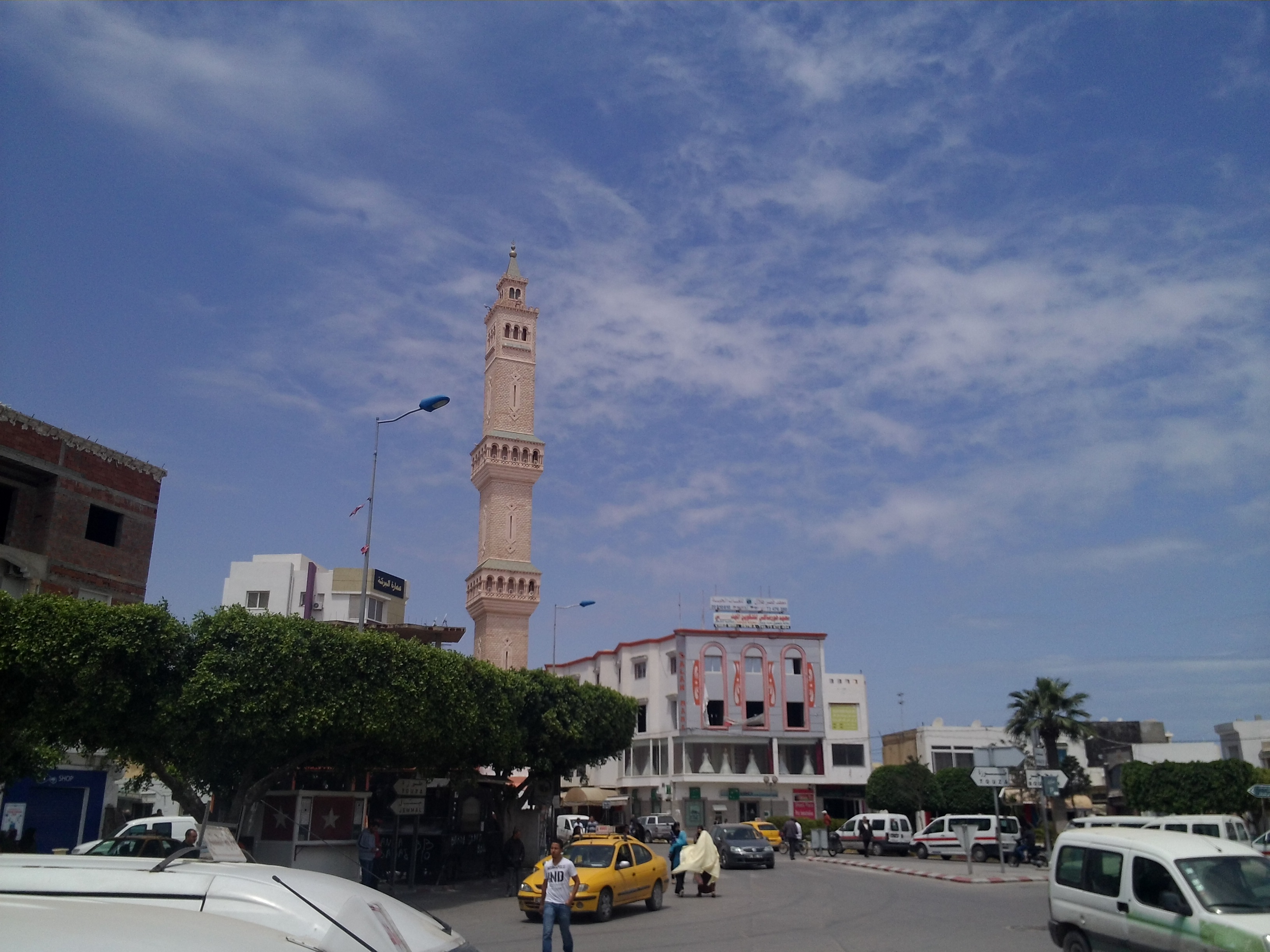

| Туніс | Це незавершена стаття з географії Тунісу. Ви можете допомогти проєкту, виправивши або дописавши її. |